# Popowia papuana
Popowia papuana là một loài thực vật thuộc họ Annonaceae. Đây là loài đặc hữu đảo New Guinea.